# World Rally Championship-3 Junior 2022
La stagione 2022 del Junior World Rally Championship, per quest'anno chiamata ufficialmente  World Rally Championship-3 Junior, è stata la 22ª edizione della serie di supporto al campionato del mondo rally dedicata ai giovani piloti e si è svolta dal 24 febbraio all'11 settembre 2022.

## Riepilogo
La serie era costituita da cinque appuntamenti, uno su neve, uno su asfalto e tre su terra, svoltisi contestualmente alla stagione 2022 del campionato del mondo rally; gli equipaggi gareggiarono tutti sulla nuova Ford Fiesta Rally3, auto conforme al regolamento del gruppo R e omologata nella categoria Rally3. 
Come nella precedente stagione, la serie era aperta ai piloti nati dopo il 1º gennaio 1992 mentre non vi erano restrizioni per i copiloti; la gara finale in Grecia assegnò altresì punteggio doppio purché i contendenti avessero disputato almeno tre eventi in precedenza; soltanto i piloti dovevano inoltre scartare il peggior risultato ottenuto considerando i punti conquistati con la posizione finale raggiunta nell'evento stesso.
I titoli piloti e copiloti 2022 vennero vinti rispettivamente dall'estone Robert Virves e dall'irlandese Brian Hoy, facenti parte di due equipaggi differenti.

## Cambiamenti nel regolamento

### Regolamento tecnico
A partire da questa stagione al campionato Junior potevano partecipare soltanto equipaggi alla guida di vetture di categoria Rally3, ovvero il terzo livello della piramide regolamentare della FIA. L'unica auto utilizzabile, già omologata nel 2021, era la Ford Fiesta Rally3 realizzata da M-Sport in Polonia e dotata di trazione integrale, novità assoluta per la serie in quanto nelle precedenti 21 edizioni vennero utilizzate esclusivamente auto a due ruote motrici. La FIA decise inoltre di aumentare il diametro dell'air restrictor da 30 a 31 mm, il che comportò un aumento della potenza da 200 a 235 CV e un incremento di coppia da 400 a 415 N⋅m.

## Calendario
Il campionato si componeva di cinque gare, tutte disputatesi in Europa, di cui tre su terra, una su neve e una su asfalto.
| Tappa | Data           | Rally                           | Sede                           | Superficie |
| ----- | -------------- | ------------------------------- | ------------------------------ | ---------- |
| 1     | 24-27 febbraio | 69th Rally Sweden               | Umeå, Västerbotten             | Neve       |
| 2     | 21-24 aprile   | Croatia Rally 2022              | Zagabria                       | Asfalto    |
| 3     | 19-22 maggio   | 55º Vodafone Rally de Portugal  | Matosinhos, distretto di Porto | Sterrato   |
| 4     | 14-17 luglio   | 12. Rally Estonia               | Tartu, Tartumaa                | Sterrato   |
| 5     | 8-11 settembre | 66th EKO Acropolis Rally Greece | Lamia, Grecia Centrale         | Sterrato   |

## Iscritti
| Costruttori | Auto               | Squadre                          | Pneumatici | Piloti                   | Copiloti         | Gare     |
| ----------- | ------------------ | -------------------------------- | ---------- | ------------------------ | ---------------- | -------- |
| Ford        | Ford Fiesta Rally3 | Sami Pajari                      | P          | Sami Pajari              | Enni Mälkönen    | Tutte    |
| Ford        | Ford Fiesta Rally3 | Lauri Joona                      | P          | Lauri Joona              | Mikael Korhonen  | Tutte    |
| Ford        | Ford Fiesta Rally3 | Jon Armstrong                    | P          | Jon Armstrong            | Brian Hoy        | Tutte    |
| Ford        | Ford Fiesta Rally3 | Starter Energy Racing            | P          | Robert Virves            | Aleks Lesk       | 1–3      |
| Ford        | Ford Fiesta Rally3 | Starter Energy Racing            | P          | Robert Virves            | Julia Thulin     | 4–5      |
| Ford        | Ford Fiesta Rally3 | Motorsport Ireland Rally Academy | P          | William Creighton        | Liam Regan       | Tutte    |
| Ford        | Ford Fiesta Rally3 | McRae Kimathi                    | P          | McRae Kimathi            | Mwangi Kioni     | 1–2, 4–5 |
| Ford        | Ford Fiesta Rally3 | McRae Kimathi                    | P          | McRae Kimathi            | Stuart Loudon    | 3        |
| Ford        | Ford Fiesta Rally3 | Jean-Baptiste Franceschi         | P          | Jean-Baptiste Franceschi | Anthony Gorguilo | 2        |
| Fonti:      |                    |                                  |            |                          |                  |          |

## Risultati
| Gara | Nome rally                                                   | Vincitori | Vincitori                   | Vincitori                                  | Vincitori | Vincitori |
| Gara | Nome rally                                                   | Nº        | Pilota e copilota           | Squadra e vettura                          | Tempo     |           |
| ---- | ------------------------------------------------------------ | --------- | --------------------------- | ------------------------------------------ | --------- | --------- |
| 1    | 69th Rally Sweden (25–27 febbraio) — Resoconto               | 50        | Jon Armstrong Brian Hoy     | privato (Ford Fiesta Rally3)               | 2h24'31"1 |           |
| 2    | Croatia Rally 2022 (22–24 aprile) — Resoconto                | 53        | Lauri Joona Mikael Korhonen | privato (Ford Fiesta Rally3)               | 3h07'24"9 |           |
| 3    | 55º Vodafone Rally de Portugal (19–22 maggio) — Resoconto    | 66        | Sami Pajari Enni Mälkönen   | privato (Ford Fiesta Rally3)               | 4h13'33"2 |           |
| 4    | 12. Rally Estonia (14–17 luglio) — Resoconto                 | 45        | Sami Pajari Enni Mälkönen   | privato (Ford Fiesta Rally3)               | 3h13'58"6 |           |
| 5    | 66th EKO Acropolis Rally Greece (8–11 settembre) — Resoconto | 60        | Robert Virves Julia Thulin  | Starter Energy Racing (Ford Fiesta Rally3) | 3h55'38"4 |           |

Legenda: Nº = Numero di gara.

## Classifiche
La serie come di consueto era aperta ai piloti nati dopo il 1º gennaio 1992; la gara finale in Grecia assegnava punteggio doppio purché i contendenti avessero disputato almeno tre eventi in precedenza; essi dovevano inoltre scartare il peggior risultato ottenuto considerando i punti conquistati con la posizione finale raggiunta nell'evento stesso.

### Punteggio
Il sistema di punteggio era lo stesso degli altri campionati con l'aggiunta che ogni equipaggio totalizzava un punto in più per ogni prova speciale vinta.
| Posizione finale | 1ª | 2ª | 3ª | 4ª | 5ª | 6ª | 7ª | 8ª | 9ª | 10ª |
| Punti            | 25 | 18 | 15 | 12 | 10 | 8  | 6  | 4  | 2  | 1   |

### Classifica piloti
| Pos. | Pilota                   | SVE | CRO    | POR    | EST  | ACR | Punti |
| ---- | ------------------------ | --- | ------ | ------ | ---- | --- | ----- |
| 1    | Robert Virves            | (6) | 23     | 35     | 217  | 14  | 130   |
| 2    | Jon Armstrong            | 15  | (4)5   | 48     | 3    | 26  | 115   |
| 3    | Sami Pajari              | 57  | (Rit)8 | 16     | 14   | 56  | 111   |
| 4    | Lauri Joona              | 23  | 1      | 21     | (4)1 | 6   | 83    |
| 5    | William Creighton        | 31  | 51     | (Rit)1 | 5    | 3   | 68    |
| 6    | Mcrae Kimathi            | 4   | (Rit)  | 5      | 6    | 4   | 54    |
| 7    | Jean-Baptiste Franceschi |     | 3      |        |      |     | 15    |

| Colore  | Risultato                |
| ------- | ------------------------ |
| Oro     | Vincitore                |
| Argento | 2º posto                 |
| Bronzo  | 3º posto                 |
| Verde   | Finito a punti           |
| Blu     | Finito senza punti       |
| Blu     | Non classificato (NC)    |
| Viola   | Ritirato (Rit)           |
| Nero    | Squalificato (SQ)        |
| Nero    | Escluso (ES)             |
| Bianco  | Non ha gareggiato        |
| Bianco  | Iscrizione ritirata (WD) |
| Bianco  | Non partito (NP)         |
| Bianco  | Gara cancellata (C)      |

### Classifica copiloti
| Pos. | Pilota           | SVE | CRO    | POR    | EST  | ACR | Punti |
| ---- | ---------------- | --- | ------ | ------ | ---- | --- | ----- |
| 1    | Brian Hoy        | 15  | (4)5   | 48     | 3    | 26  | 115   |
| 2    | Enni Mälkönen    | 57  | (Rit)8 | 16     | 14   | 56  | 111   |
| 3    | Mikael Korhonen  | 23  | 1      | 21     | (4)1 | 6   | 83    |
| 4    | Liam Regan       | 31  | 51     | (Rit)1 | 5    | 3   | 68    |
| 5    | Julia Thulin     |     |        |        | 217  | 14  | 64    |
| 6    | Aleks Lesk       | 6   | 23     | 35     |      |     | 49    |
| 7    | Mwangi Kioni     | 4   | Rit    |        | 6    | 4   | 44    |
| 8    | Anthony Gorguilo |     | 3      |        |      |     | 15    |
| 9    | Stuart Loudon    |     |        | 5      |      |     | 10    |

| Colore  | Risultato                |
| ------- | ------------------------ |
| Oro     | Vincitore                |
| Argento | 2º posto                 |
| Bronzo  | 3º posto                 |
| Verde   | Finito a punti           |
| Blu     | Finito senza punti       |
| Blu     | Non classificato (NC)    |
| Viola   | Ritirato (Rit)           |
| Nero    | Squalificato (SQ)        |
| Nero    | Escluso (ES)             |
| Bianco  | Non ha gareggiato        |
| Bianco  | Iscrizione ritirata (WD) |
| Bianco  | Non partito (NP)         |
| Bianco  | Gara cancellata (C)      |